# Fritz R. Glunk
Fritz Rolf Glunk (* 27. Dezember 1936; † 24. Dezember 2021) war ein deutscher Literaturwissenschaftler und Publizist. Seine Buchveröffentlichungen decken eine große Bandbreite von Kinderbüchern über kultur- und literaturgeschichtliche bis hin zu politisch-volkswirtschaftlichen Themen ab. Von 1998 bis 2014 war er Herausgeber des Quartalsmagazins Die Gazette.

## Leben
Nach dem Studium der Geschichte und der Germanistik mit anschließender Promotion war er von 1966 bis 1981 für das Goethe-Institut in Rangun, Paris und Casablanca tätig. Daneben war er zeitweise als Übersetzer aus dem Französischen aktiv. Ab Ende der 1980er Jahre trat er als Autor ganz unterschiedlicher Sachbuchveröffentlichungen in Erscheinung. Beginnend mit einer Firmengeschichte und Kindersachbüchern widmete er sich dabei bald Aspekten der antiken Kulturgeschichte, wandte sich dann aber ab Ende der 1990er Jahre auch politisch-volkswirtschaftlichen Themen zu. Dennoch erschienen weiterhin auch literaturgeschichtliche Werke von ihm, so z. B. über Dante Alighieris „Göttliche Komödie“ oder Fjodor Dostojewskis „Schuld und Sühne“. Glunk fungierte ab 1998 beim gesellschaftspolitischen Kulturmagazin Die Gazette als Herausgeber, Finanzier und Verleger, wofür er eine eigene Verlagsgesellschaft gründete. 2004 konnte er dort das Original der lange verschollen geglaubten Urkunde über die Wiedergründung der NSDAP von 1925 veröffentlichen. 2014 zog er sich aus der Leitung des inzwischen im Kastner-Verlag erscheinenden Quartalsblattes zurück, um aber weiter als Autor mitzuarbeiten. Zudem engagierte er sich auch beim Anti-Globlisierungsnetzwerk Attac, bei dem er zuweilen auch als Referent auftrat und dabei Thesen aus seinen politischen Publikationen vortrug und diskutierte. In seinem 2017 veröffentlichten Sachbuch „Schattenmächte“ mit dem Untertitel „Wie transnationale Netzwerke die Regeln unserer Welt bestimmen“ beklagte Glunk Entparlamentarisierung durch Deregulierung und Privatisierung. Die Volkssouveränität sei auf etwa 2000 oft unbekannte und verborgen arbeitende internationale Lobby-Organisationen übergegangen, die keiner demokratischen Kontrolle unterlägen. Die Alternativlosigkeit dieses globalen neoliberalen Systems besitze fast schon religiösen Charakter.
Glunk lebte in München-Schwabing. Er starb im Dezember 2021, drei Tage vor seinem 85. Geburtstag.

## Rezeption
Heribert Prantl charakterisierte Glunk 2012 wie folgt: „Ein journalistischer Literat - ein bedächtiger alter Herr, der in seinen Editorials seine Gedanken klug und dünkelfrei aufschreibt.“
Cornelius Pollmer befand in der Süddeutschen Zeitung „Schattenmächte“ als sachlich und weit entfernt von Verschwörungstheorien, auch wenn der Titel zunächst einen entsprechenden Verdacht erwecke. Glunks Forderung nach einem „mehr“ an „faktischer Kraft des Normativen“ gegen die normative Kraft des Faktischen schloss er sich dabei an.
Im Deutschlandfunk attestiert Marc Engelhard Glunk, dass sein „stets sachliches“ Buch die Augen öffne „für eine mächtige Maschinerie, die sich im Schatten verbirgt“ und bezog sich dabei insbesondere auf Glunks Analyse der G 20, des Basler Ausschusses für Bankenaufsicht mit dem Basel III-Abkommen und den Rat zur Harmonisierung technischer Vorgaben für zu menschlichem Gebrauch bestimmten Pharmaka. Die Rezension resümiert, Glunk entwerfe das erschreckende Bild von Staaten, die die Kontrolle abgegeben hätten. Seine Lösungsansätze, z. B. die Einführung von Volkstribunen wie im antiken Rom, seien zwar nicht immer überzeugend, aber die Stärke des Buches sei, dass es die "Schattenmächte ins Licht der Öffentlichkeit hole". Dies mache Glunks Buch ebenso "spannend wie wichtig".

## Bibliografie
- 100 Jahre Pittler 1889-1989: Ein Stück Werkzeugmaschinen-Geschichte. (Herausgeber Dieter Weidemann),  Britting Verlag, ISBN München 1989.
- als Hrsg.: Monacholia: Liebesgaben für Münchenhasser, Frisinga Verlag, Freising 1992 (?), ISBN 3-88841-045-2.
- Mit Stefan Hulbe: Pyramiden. Loewe Verlag, Bindlach 1992, ISBN 3-7855-2443-9.
- Mit Stephan Kaluza: Das alte Rom. Loewe Verlag, Bindlach 1993, ISBN 3-7855-2616-4.
- Schreib-Art. Eine Stilkunde. dtv. München 1994, ISBN 3-423-30434-0.
- Spreewald: Den Spreewald entdecken und erleben – Essen, Trinken, Übernachten, Ausflüge, Wanderungen, Sehenswertes. (Merian-Reiseführer). Gräfe und Unzer, München 1996, ISBN 978-3-7742-0539-0.
- Der gemittelte Deutsche. Eine statistische Spurensuche. dtv, München 1996, ISBN 3-423-30567-3.
- als Hrsg.: Das MAI und die Herrschaft der Konzerne. Die Veränderung der Welt durch das Multilaterale Abkommen über Investitionen. dtv, München 1998
- Dantes Göttliche Komödie.  (Meisterwerke kurz und bündig). Piper, München 1999, ISBN 3-492-22891-7.
- Dostojewskijs "Schuld und Sühne". (Meisterwerke kurz und bündig). Piper, München 2000, ISBN 3-492-23135-7.
- Bodensee: Reisen mit Erlebnis-Garantie. (Merian-Reiseführer). Gräfe und Unzer, München 2001, ISBN 978-3-7742-5677-4.
- Das Nibelungenlied. (Meisterwerke kurz und bündig). Piper, München 2002, ISBN 978-3-492-23476-4.
- Marcel Proust. dtv portrait, München 2002, ISBN 3-423-31064-2.
- Dante. dtv portrait, München 2003, ISBN 3-423-31073-1.
- Mit Harald Klimenta, Andreas Fisahn, Pia Eberhard, Peter Fuchs u. a.: Die Freihandelsfalle: Transatlantische Industriepolitik ohne Bürgerbeteiligung – das TTIP. Band 45 von Attac Basis Texte. Vsa Verlag, 2014, ISBN 978-3-89965-592-6.
- Schattenmächte. Wie transnationale Netzwerke die Regeln unserer Welt bestimmen. dtv premium, München 2017, ISBN 978-3-423-26175-3.